# عبد المالك مقداد
عبد المالك مقداد ( مواليد 5 مايو 1986 في عين الحجر) هو لاعب كرة قدم جزائري يلعب لفريق كريتيل من الدوري الفرنسي الدرجة الثالثة.

## في النوادي
في 6 يوليو 2011، وقع مقداد عقدا لمدة عام واحد مع نادي اتحاد كلباء الإماراتي.
في 18 يوليو 2012، عاد مقداد إلى الجزائر ووقع عقدًا لمدة عامين مع شبيبة القبايل.
عاد إلى نادي كريتيل في يوليو 2018. 

## تتويجات
- فاز بالبطولة الوطنية الجزائرية مرة واحدة مع مولودية الجزائر عام 2010

## روابط خارجية
- عبد المالك مقداد على موقع قاعدة بيانات كرة القدم.إي يو (الإنجليزية)
- عبد المالك مقداد على موقع ليكيب (الفرنسية)
- عبد المالك مقداد على موقع Soccerway.com (الإنجليزية)